# Radiante relativistico

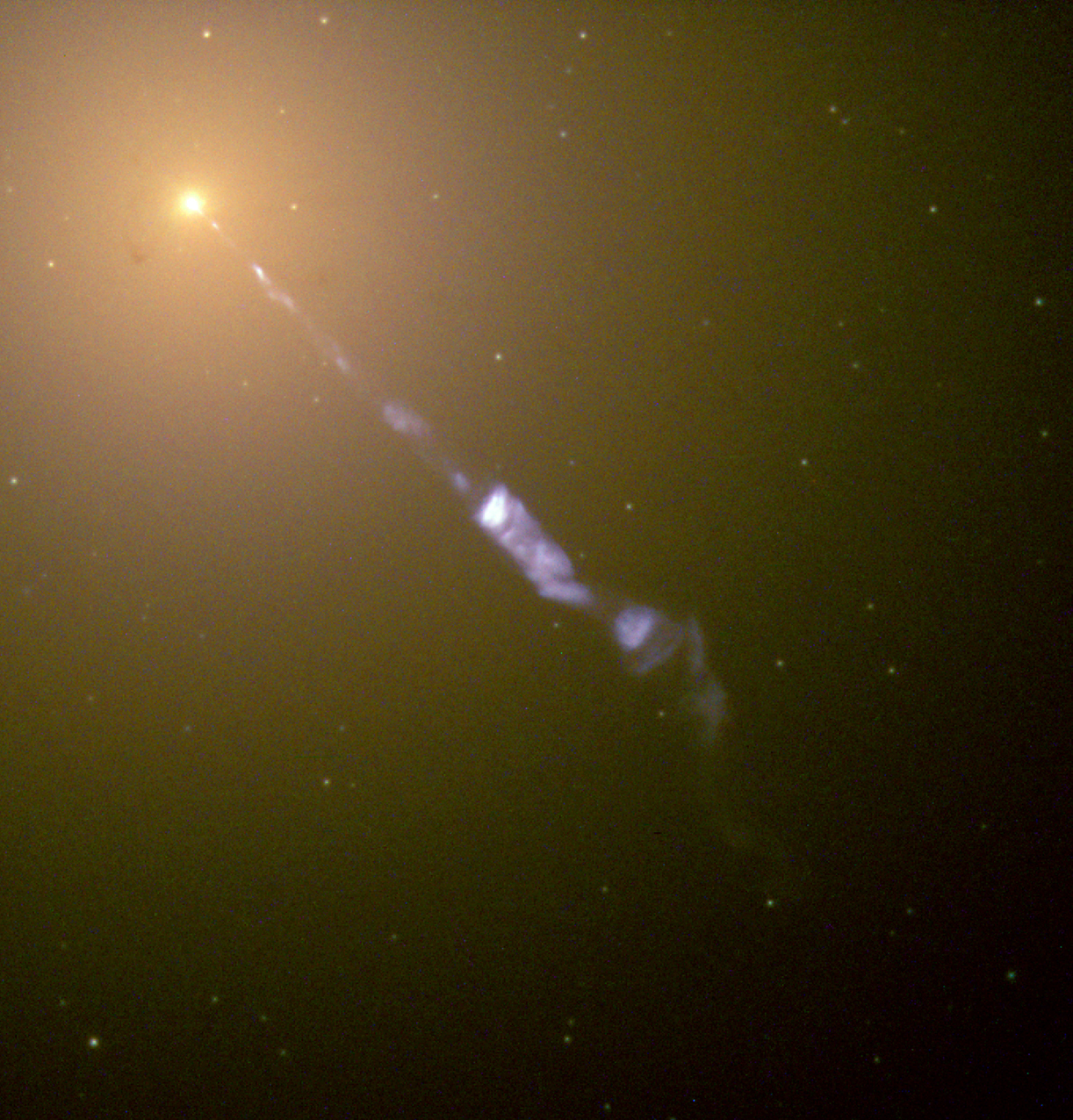
Getto singolo visibile in M87.

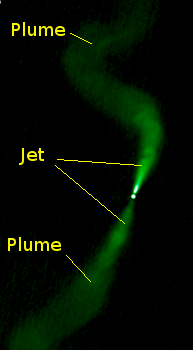
Doppio getto visibile in 3C 31.

In astrofisica, il radiante relativistico (noto anche come amplificazione Doppler) è il processo mediante il quale gli effetti relativistici modificano la luminosità apparente della materia che si muove a velocità prossime a quella della luce. Il radiante relativistico si manifesta in presenza di getti relativistici originati da un oggetto compatto centrale che sta accumulando materia.
L'intensità dell'effetto è visibile, ad esempio, nei getti delle galassie M87 e 3C 31 (vedasi immagini). M87 ha due getti speculari in direzione quasi esatta della Terra, uno verso di essa e uno opposto. il getto che si muove verso la Terra è chiaramente visibile (la lunga e sottile scia bluastra nell'immagine in alto), mentre l'altro getto è così debole da non essere visibile. In 3C 31, entrambi i getti (figura in basso) sono all'incirca perpendicolari rispetto alla nostra linea di vista e quindi sono entrambi visibili. Il getto superiore, in realtà, punta leggermente più in direzione della Terra ed è quindi più luminoso.